# 24/7 The Passion of Life
24/7 The Passion of Life ist ein deutscher Spielfilm von Roland Reber aus dem Jahr 2005.

## Handlung
Die Hotelierstochter Eva begegnet zufällig bei einer Motorradpanne der Soziologin Magdalena, die als Domina „Lady Maria“ in einem SM-Studio arbeitet. Fasziniert von der bizarren Welt der Lady Maria, feststellend, dass es in ihrer heilen Welt alles gibt außer Lust und Leidenschaft, begibt sich Eva auf die Suche nach ihrer Sexualität, ihrer ureigensten Identität, und beginnt eine Odyssee durch die verborgenen Orte der Lust – Orte, von denen alle so tun, als ob sie nicht existierten und die es doch überall gibt: SM-Studio, Swingerclub, Stripteasebar – eine Suche, die sie auch in Konflikt mit dem Normierungszwang und der Doppelmoral der Gesellschaft bringt.
Lady Maria setzt das Geschehen im Domina-Studio in Beziehung zu Religion – Anbetung, Beichte, Strafe als Akt der Vergebung – ebenso wie zu emotionalen Momenten wie Trösten, Geborgensein und Aussprechen. In einer scheinbar bizarren Welt entsteht eine Wärme für den Menschen mit seinen dunklen Seiten.

## Hintergründe
Der Film ist trotz des Handlungsortes weniger ein Film über BDSM als über das Ausleben alternativer Lebensvorstellungen. SM-Studio, Swingerclub und Stripteasebar wurden nicht in Filmstudios nachgestellt, sondern die betreffenden Filmszenen wurden an Originalschauplätzen gedreht, jeweils mit tatsächlich dort beteiligten Menschen in den entsprechenden „Nebenrollen“.
Die Dreharbeiten fanden im September 2004 u. a. im Studio Bizarradies in München statt.
Der Film kam am 16. Februar 2006 in die deutschen Kinos. Die Macher (Regisseur und Hauptdarsteller) begleiteten den Film zu mehr als 60 Publikumsdiskussionen durch Deutschland und Österreich.

## Kritiken
„…Im Grunde ist ‚24/7‘ mit seinen Ritualen der Sehnsucht eine komplexe Studie der Einsamkeit. Rebers Film ist eine SM-Oper mit absurd-komischen Szenen und melodramatischen Sequenzen, eine wilde Melange aus Poesie und Obszönitäten, in der das Rotweinklistier neben dem Hessezitat steht und das Domina-Studio zum Mittelding zwischen Hobbykellern und Kathedrale wird. Im Showdown, angesiedelt irgendwo zwischen Jess Franco und Peter Greenaway, werden Kadrierung und Ausleuchtung klar: sie gleichen ‚vaginalen‘ Fenstern für eine neue, wiedergeborene Perspektive“

„Der wohl erste deutsche Spielfilm, der sich die Mühe macht, SM so zu zeigen, wie es ist. Wobei es allerdings kein reiner SM-Film ist. Sondern ein Film über den Umgang der Gesellschaft mit Sexualität an sich. Ein Film über Religion, Moral und Doppelmoral. (…) So hat beispielsweise Mira Gittner, die die Domina Maria spielt, vorher eine halbe Woche im SM-Studio als Zweit-Domina assistiert. (…) Manches wirkt auch deshalb echt, weil es wirklich echt ist. So sind viele Nebenrollen mit echten SMern, Swingern und Stripperinnen besetzt, die sich selber spielen.“

„Der Regisseur Roland Reber zum Beispiel hat einen dilettantischen Film über katholische Sadomaso-Jünger gemacht, in dem die bayerisch sprechenden Darsteller dauernd halbentblößt vom Recht auf sexuelle Freizügigkeit predigen - ‚24/7 The Passion of Life‘, so der Titel, war Hofs kurioseste Lachnummer.“

„…Ein sehenswerter Film, den man vielleicht nicht mögen muss, aber der einem immerhin zum Nachdenken bewegt. Allzu viele Filme, von denen man das ernsthaft behaupten könnte, gibt es nicht.“

„In etlichen Szenen hat man den Eindruck, eher einer drittklassigen Daily Soap beizuwohnen als einem ambitionierten Kunstfilm.“

„‚24/7 The Passion of Life‘ ist eine lyrische Studie über Obsessionen, Einsamkeit und geheime Lust – ein philosophischer, tiefgehender Film.“

„Das Erotikdrama 24/7 – The Passion of Life wurde vom Independent-Filmlabel WTP International ohne Filmförderungen produziert und distribuiert. Schaut man sich den Film an, verwundert das kaum: Die Thematisierung von sexuellen Fetischen aus dem SM-Bereich und die Infragestellung des christlichen Glaubens sind harter Tobak, der eine tiefer gehende Auseinandersetzung als diese provokative Farce mit fragwürdiger Moral verdient hätten.“

## Festivals
- 2005 – Internationale Hofer Filmtage, Deutschland
- 2005 – Sitges Festival Internacional de Cinema de Catalunya, Spanien
- 2006 – Fantasporto, Portugal
- 2006 – Festival Internacional de Cine de Mar del Plata, Argentinien